# I Love New York

El logotipo de "I Love New York" fue diseñado por Milton Glaser.

I Love New York (estilizado I ❤ NY) es un logotipo y una canción que son la base de una campaña publicitaria que ha sido utilizada desde mediados de los años 1970 para promover el turismo en Nueva York, y posteriormente para promover también el Estado de Nueva York. El logotipo como marca registrada aparece en souvenirs y folletos en todo el estado, algunos bajo licencia, otros no. La composición musical es la canción estatal de Nueva York.

## Logotipo
El logotipo es un jeroglífico que fue creado por Milton Glaser y que consiste en la letra I (Yo) en mayúscula, seguida de un símbolo de corazón rojo (♥) (Amo a), debajo de los cuales están las letras N (New) e Y (York) en mayúsculas, escritas con la fuente American Typewriter.
En 1977, William S. Doyle, Comisionado del Departamento de Comercio del Estado de Nueva York, contrató a la agencia de publicidad Wells Rich Greene, presidida por Mary Wells Lawrence, para desarrollar una campaña de mercadotecnia para el Estado de Nueva York. Doyle también reclutó a Milton Glaser, un diseñador gráfico que trabajó en la campaña, y creó el diseño basado en la campaña publicitaria de Wells Rich Greene. Glaser esperaba que la campaña durara sólo un par de meses y realizó el trabajo pro bono. El innovador icono pop se convirtió en un gran éxito y ha continuado su venta a lo largo de los años. En el inconsciente colectivo el logotipo ha sido asociado inmediatamente a Nueva York, y la presentación del logotipo en camisetas blancas han aumentado la circulación de la imagen, convirtiéndola en un símbolo fácil de reconocer. El bosquejo del concepto original de Glaser y los paneles de presentación fueron donados por Doyle a la colección permanente del Museo de Arte Moderno de Nueva York.
La imagen se volvió especialmente prominente después de los ataques terroristas del 11 de septiembre de 2001 en la ciudad, lo que creó un sentido de unidad entre la población. Muchos visitantes de la ciudad después de los ataques compraron y vistieron las camisetas con el logotipo como signo de apoyo. Glaser creó una versión modificada para conmemorar los ataques, que dice "I Love NY More Than Ever" (Amo a Nueva York más que nunca), con un pequeño punto negro en el corazón simbolizando el sitio del World Trade Center. El punto negro indica la ubicación dentro de la isla de Manhattan.
En marzo de 2023 el logo de la ciudad cambió, pasando del icónico "I ♥ NY" a un nuevo logo pospandemia: "We ♥ NYC", teniendo como fin reforzar la unión de los neoyorquinos.

## Canción del Estado de Nueva York
"I Love New York" fue escrita y compuesta por Steve Karmen en 1977 como parte de la campaña publicitaria. En 1980 el gobernador Hugh Carey la declaró como himno del Estado de Nueva York. En un acto que fue destacable para Karmen, que es conocido por retener los derechos publicitarios de sus canciones, el compositor cedió los derechos de la canción al estado de manera gratuita.

## Cultura popular
"I Love New York" se ha convertido en parte de la cultura popular estadounidense, inspirando numerosas presentaciones (en camisetas, autoadhesivos, tazas, etc.) del logotipo. Nueva York ha intentado mantener su marca registrada realizando casi 3.000 objeciones de marca en contra de los imitadores. Camisetas similares pueden ser encontradas con sus respectivas variantes en Atlanta, Dallas, Boston, Los Ángeles, San Francisco, Ciudad de México, Bogotá, Buenos Aires, y Copenhague.
Las expresiones que comienzan con "I heart..." (Yo quiero o yo amo), basados en una traducción literal del logotipo, se han convertido en una forma jeroglífica de expresar el afecto hacia una persona o algo en particular (como en el caso de la película I Heart Huckabees).